# Arcobaleno (film 1930)
Arcobaleno (Chasing Rainbows) è un film del 1930, diretto da Charles Reisner e interpretato da Bessie Love e da Charles King.

## Trama
In una piccola compagnia di giro, composta da Carlie e Terry, il duo della rivista, Eddie, l'impresario, Bonnie, l'attrice, e Polly, la guardarobiera, scoppia un piccolo dramma quando Terry scopre la moglie con un altro. Ma lo spettacolo deve continuare e la vita va avanti.

## Produzione
Il film fu prodotto dalla MGM con il titolo di lavorazione The Road Show.

### Canzoni
- Happy Days are Here Again, parole di Jack Yellen e musica Milton Ager
- Poor But Honest, parole di Jack Yellen e musica di Milton Ager
- My Dynamic Personality, parole di Jack Yellen e musica di Milton Ager
- Everybody Tap, parole di Jack Yellen e musica di Milton Ager
- Lucky Me, Lovable You, parole di Jack Yellen e musica di Milton Ager
- I Got a Feeling For You, parole di Jack Yellen e musica di Milton Ager
- Love Ain't Nothin' But the Blues, parole di Joe Goodwin, musica di Louis Alter
- Do I Know What I'm Doing?, parole e musica di Leo Robin, Sam Coslow e Richard A. Whiting

## Distribuzione
Il copyright del film, richiesto dalla Metro-Goldwyn-Mayer Distributing Corp., fu registrato il 6 gennaio 1930 con il numero LP975.
Distribuito dalla MGM, il film uscì nelle sale cinematografiche USA il 23 febbraio 1930.

### Date di uscita
IMDb
- USA 10 gennaio 1930 (première)
- USA 23 febbraio 1930
- Danimarca 15 agosto 1930
- Finlandia 25 agosto 1930
- Portogallo 30 maggio 1932

Alias
- Chasing Rainbows USA (titolo originale)
- Arcobaleno Italia
- Caçadores de Sonhos Portogallo
- The Road Show USA (titolo di lavorazione)